# Jareszky (obwód żytomierski)
Jareszky (ukr. Ярешки) – wieś na Ukrainie, w obwodzie żytomierskim, w rejonie berdyczowskim, w hromadzie Andruszówka, nad rzeką Kamjanką. W 2001 roku liczyła 517 mieszkańców.